# Helmut von Bracken

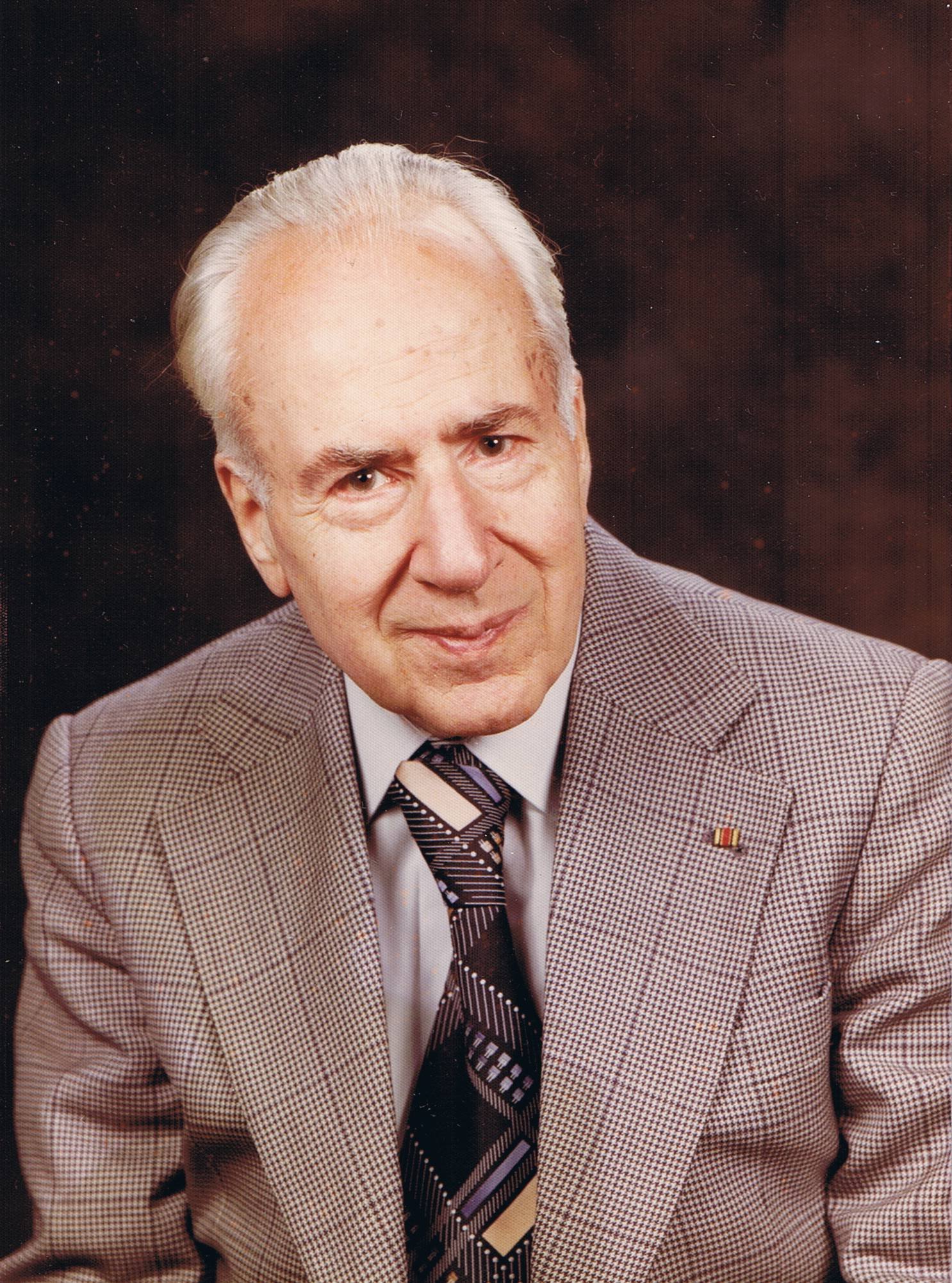
Helmut von Bracken, 1977

Helmut von Bracken (* 21. Mai 1899 in Saarn bei Mülheim an der Ruhr; † 16. Februar 1984 in Marburg an der Lahn) war ein deutscher Psychologe, Mediziner und Pädagoge, Autor und Publizist. Er gilt als „Nestor der deutschen Sonderschulpädagogik“.

## Biografie
Der älteste Sohn des evangelischen Pfarrers Rudolph von Bracken verlebte eine durch väterliche Strenge geprägte Kindheit und Jugend, der er im euphorischen Patriotismus der Epoche durch die Teilnahme am Ersten Weltkrieg (Notabitur 1917) zu entgehen suchte.
Nach dem Krieg (Küstenschutz-Batterie in Flandern) kehrte er desillusioniert ins Saarner Pfarrhaus zurück, wo dem inzwischen zum überzeugten Sozialdemokraten gewandelten jungen Mann bald die Konflikte mit dem konservativen, kaisertreuen Vater unerträglich wurden. Daher schloss er sich den „Wandervögeln“ an und absolvierte eine Ausbildung am Lehrerseminar in Greiz.
Während der Tätigkeit als Hilfsschullehrer in Gera (1921–1927) studierte er Psychologie sowie Erziehungswissenschaften an den Universitäten Leipzig (bei Felix Krueger), Berlin (bei Max Wertheimer und Kurt Lewin) und Jena, wo er 1925 bei Wilhelm Peters zum Dr. phil. promoviert wurde. Es folgten 1928 eine Dozentur an der Technischen Hochschule Braunschweig und im Jahr 1930 die Habilitation für Psychologie mit der unveröffentlichten Arbeit „Symtomatik der Bewegungsspur“.
Neben seiner wissenschaftlichen Tätigkeit war von Bracken auch politisch stark engagiert und Mitglied in der USPD, der SPD und in der Freien Lehrergewerkschaft Deutschlands (FLGB) sowie der daraus hervorgegangenen Allgemeinen Freien Lehrergewerkschaft Deutschlands (AFLD). Beim AFDL-Organ Der Volkslehrer fungierte von Bracken von 1927 bis 1930 als Schriftleiter, und von 1931 bis 1933 war er Mitglied des Büros des Internationalen Berufssekretariats der Lehrer (IBSL).
Am 1. Oktober 1930 wählte der Landtag des Freistaats Braunschweig eine Koalitionsregierung aus DNVP und NSDAP, in der die NSDAP zunächst mit Anton Franzen und dann mit Dietrich Klagges den Minister für Inneres und Volksbildung stellte. Am 25. April 1932 wurde Bracken durch Verfügung des Volksbildungsministers wegen seiner USDP- und SPD-Zugehörigkeit der Lehrauftrag an der TH Braunschweig entzogen. Seine Venia Legendi durfte er behalten, doch verzichtete er auf sie im August 1933 aufgrund vorangegangener Anfeindungen und der bevorstehenden offiziellen Entfernung aus dem Lehrkörper aufgrund des Gesetzes zur Wiederherstellung des Berufsbeamtentums. Sein Buch Die Prügelstrafe in der Erziehung stand anlässlich der Bücherverbrennung in Braunschweig auf der dortigen Schwarzen Liste und wurde nach dem 10. Mai 1933 aus den Bibliotheksbeständen entfernt.
Bracken ging in die Niederlande, wo er als wissenschaftlicher Mitarbeiter am psychologischen Institut der Universität von Amsterdam tätig wurde. Vermutlich in dieser Zeit wurde er auch Mitglied im Verband deutscher Lehreremigranten, der Nachfolgeorganisation der AFDL. Als von Bracken mitbekam, wie sich die Situation seiner jüdischen Kollegen im Dritten Reich verschlechterte, räumte er seine niederländische Forschungsstelle zu Gunsten bedürftigerer Exilanten und begann 1935 an der Bonner Friedrich-Wilhelms-Universität ein Medizin-Studium, das er im Jahr 1940 mit der Promotion zum Dr. med. bei Hans Schäfer abschloss.
1939 war Bracken zum Kriegsdienst verpflichtet worden, konnte aber 1940 in den Sanitätsdienst eintreten. Am 1. November 1939 beantragte er die Aufnahme in die NSDAP und wurde zum 1. Februar 1940 aufgenommen (Mitgliedsnummer 7.470.905). Das Ende des Zweiten Weltkriegs erlebte er als Oberstabsarzt bei der Kriegsmarine.
Nach dem Krieg verdiente er in den Jahren 1946 bis 1954 den Lebensunterhalt seiner Familie mit Hilfe einer Allgemeinarzt-Praxis in Braunschweig. Er war dort auch als außerplanmäßiger Professor für die Technische Hochschule tätig. In dieser Zeit knüpfte er viele internationale Kontakte und erhielt u. a. eine Gastprofessur an der Harvard University, wo er den bereits vor dem Krieg begonnenen wissenschaftlichen Austausch mit ausländischen Psychologen wie Gordon Allport vertiefte. Von Allport übersetzte er mehrere Werke ins Deutsche.
Bracken war in der Nachkriegszeit mehrfach angezeigt worden, unter anderem wegen der Anwesenheit bei Erschießungen und wegen der Misshandlung von Soldaten. Alle Verfahren wurden jedoch fallengelassen und ihm wurde keine Verfehlung nachgewiesen. Er selber musste allerdings 1955 und 1959 Wiedergutmachungsanträge zurückziehen, weil ihm mitgeteilt worden war, dass diesen aufgrund seiner NSDAP-Mitgliedschaft kein Erfolg beschieden sein werde.
Im Jahr 1954 wechselte Bracken als außerordentlicher Professor nach Hessen an das Pädagogische Institut Jugenheim in der Nähe von Darmstadt, von wo aus er ab 1955 die ersten Lehrgänge zur Ausbildung von Sonderschullehrern in Marburg leitete. 1958 kam er als Honorarprofessor an die Philipps-Universität Marburg und überführte die dortigen Sonderschul-Lehrgänge in das neu gegründete Universitäts-Institut für Heil- und Sonderschulpädagogik, dessen erster Direktor er 1963 wurde; gleichzeitig erhielt er die ordentliche Professur.
Auch nach seiner Emeritierung im Jahr 1967 blieb er weiterhin wissenschaftlich aktiv, besuchte internationale Kongresse, veröffentlichte zahlreiche Zeitschriftenartikel sowie Bücher und hielt Vorlesungen. Erst wenige Tage vor seinem Tod durch einen Schlaganfall im 85. Lebensjahr nahm er noch eine Doktorprüfung ab.
Politisch seit den 1920er Jahren für die SPD engagiert, war er 1955 Mitglied der „Großen Programmkommission“ des Godesberger Programms.

## Privates
Bracken heiratete 1922 Martha Schirmer, 1929 wurde Tochter Suse geboren, die in die Fußstapfen des Vaters trat, indem sie selbst Psychologie studierte und lange in Bremen als Therapeutin praktizierte. Nach der Scheidung 1963 heiratete er Karola Karthaus (* 1922), Volksschullehrerin und spätere Sprachheilpädagogin sowie leidenschaftliche Hobbysängerin. Dieser Ehe entstammt der Jazz-Musiker, Bandleader und Komponist Rick von Bracken (* 1964).

## Werk
Bracken arbeitete interdisziplinär in den Bereichen Arbeitspsychologie (Ermüdungsforschung), Humangenetik (Zwillingsforschung), Persönlichkeitspsychologie, Sozialpsychologie (Vorurteilsforschung), Psychologie des Alterns, Psychologie der Erziehung sowie Psychologie behinderter Kinder und gilt als ein „Nestor der deutschen Sonderschulpädagogik“. Er war Begründer und Herausgeber der wissenschaftlichen Zeitschriften Psychologische Beiträge (mit Wilhelm Witte) und Heilpädagogische Forschung (mit Hermann Wegener), Buchautor, deutscher Übersetzer mehrerer Werke des US-Persönlichkeits-Psychologen Gordon Allport und erster Direktor des Instituts für Sonderschulpädagogik an der Philipps-Universität Marburg.

## Auszeichnungen (Auswahl)
Bracken erhielt etliche Auszeichnungen und Ehrungen, darunter
- Bundesverdienstkreuz am Bande
- Hugo-Münsterberg-Medaille, deren erster Träger er 1981 wurde
- Fellow der britischen „Royal Society“
- Aufnahme in die internationale Ausgabe der britischen Personal-Enzyklopädie Who’s Who
- Schulen in Friedberg (Hessen), Gießen und Herbstein tragen seinen Namen.

## Veröffentlichungen (Auswahl)
- Persönlichkeitserfassung auf Grund von Persönlichkeitsbeschreibungen. Untersuchungen zum Problem des Personalbogens (Jenaer Arbeiten zur Jugend- und Erziehungspsychologie, Heft 1). Beltz, Langensalza 1925, S. 3–50.
- Die Prügelstrafe in der Erziehung. Am anderen Ufer, Dresden 1926.
- Verbundenheit und Ordnung im Binnenleben von Zwillingspaaren. in: Zeitschrift für päd. Psychologie. 1936, Nr. 37, S. 65–81.
- Altersveränderungen der geistigen Leistungsfähigkeit und der seelischen Innenwelt. in: Zeitschrift für Altersforschung. 1939 I, S. 256–266.
- Zur Sozialpsychologie der Autorität in: Psychologische Rundschau. 1950, I, S. 94–102.
- Wandlungen der menschlichen Persönlichkeit im mittleren und höheren Alter. in: Studium Generale. 1952, Nr. 5, S. 306–315.
- Mit H. P. David (Hg.): Perspectives in Personality Theory. Basic Books, New York 1957; Tavistock, London 1958; Huber, Bern 1959; Eudeba, Buenos Aires 1963.
- Professor Dr. Dr. Kurt Lücken sechzig Jahre, in: Zeitschrift für Heilpädagogik 11 (=1960) (6), S. 348.
- Zur Methodologie der Heilpädagogik. in: Heilpädagogische Forschung. 1964/65, Nr. 1, S. 3–12.
- Humangenetische Psychologie. in: P. E. Becker (Hrsg.): Humangenetik. Band 1. Thieme, Stuttgart 1969, S. 409–561.
- (Hrsg.) Erziehung und Unterricht behinderter Kinder. Akademische Verlagsgesellschaft, Frankfurt am Main 1968.
- Vorurteile gegen behinderte Kinder, ihre Familien und Schulen. Marhold, Berlin 1976.